# Azucarera

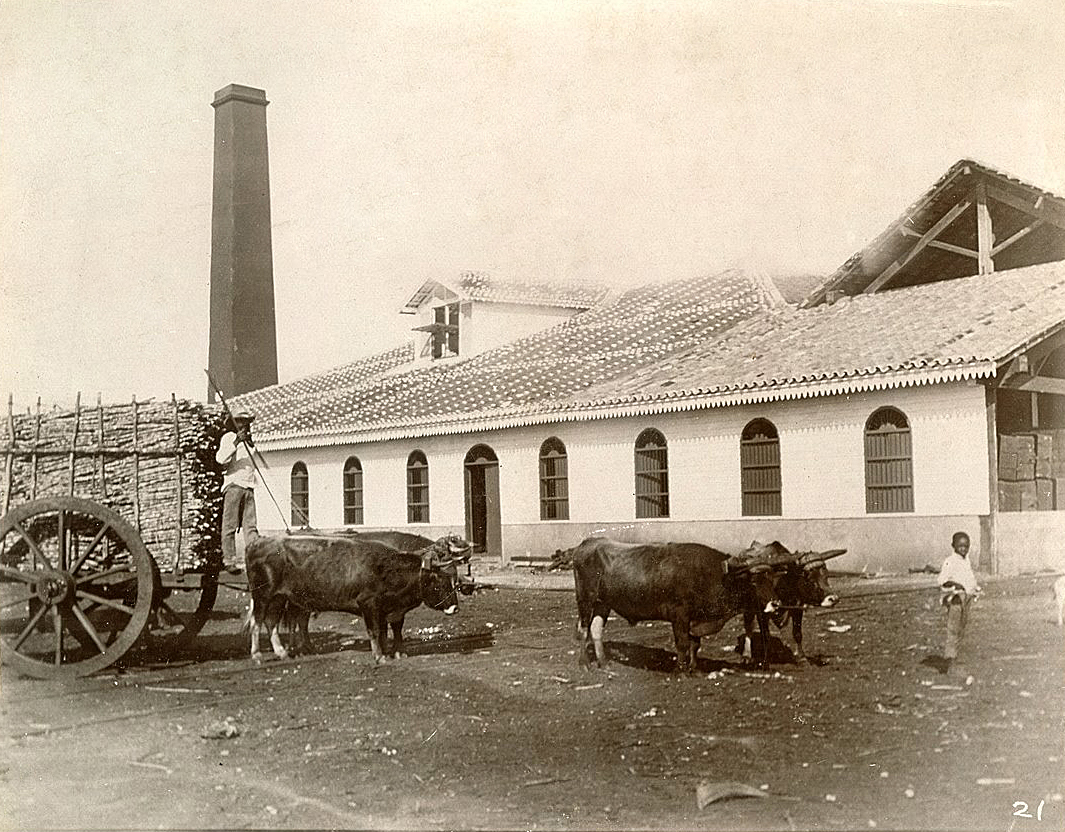
Una de las primeras azucareras en Matanzas, Cuba, c. 1898.

El término azucarera es polisémico, pero siempre referido al azúcar, como en los términos planta azucarera o industria azucarera o el nombre aplicado en algunos países hispanohablantes al recipiente de donde se toma el azúcar para ponerla en los alimentos o las bebidas.
No debe confundirse con azucarado, que se refiere a lo que contiene azúcar, como las bebidas azucaradas (la práctica totalidad de los refrescos) y muchos alimentos  (unas y otros también pueden elaborarse con edulcorantes sustitutivos del azúcar).

## Planta azucarera
- Cualquiera de las plantas utilizadas para la producción de azúcar:

- Caña de azúcar
- Remolacha azucarera
- Arce azucarero
- Arenga pinnata

- Fábrica azucarera, planta industrial o fábrica destinada a la producción de azúcar

- Ingenio azucarero, antigua denominación de la época colonial

## Industria azucarera
En el siglo XV el azúcar refinado se producía principalmente en Venecia, que controlaba el mercado europeo. Venecia perdió su monopolio en 1498, cuando el navegante portugués Vasco da Gama llegó a la India, abrió la Ruta de las Especias y el comercio quedó establecido a nivel mundial.
- Empresa azucarera, empresa cuyo negocio es la producción y comercialización del azúcar.
- Industria azucarera, sector económico que agrupa las empresas azucareras.
- Lobby azucarero, el grupo de presión que defiende los intereses de este sector económico.

## Divisiones administrativas
- Azucarera Leopoldo, localidad del municipio de Miranda de Ebro, provincia de Burgos, España;
- La Azucarera (Marcilla), localidad del municipio de Marcilla, Navarra, España;
- La Azucarera (Toro), localidad del municipio de Toro, provincia de Zamora, España;
- Fábrica Azucarera, localidad del municipio de Épila, provincia de Zaragoza, España;
- Azucarera (Terrer), localidad del municipio de Terrer, provincia de Zaragoza, España.